# Robert Mercer Johnston
Pour les articles homonymes, voir Robert Johnston et Johnston.
Robert Mercer Johnston (15 septembre 1916-16 octobre 1985) est un homme politique canadien de l'Ontario. Il est député provincial progressiste-conservateur de la circonscription ontarienne de St. Catharines de 1967 à 1977.

## Carrière politique
Né à Port Dalhousie (en) en Ontario, Johnston entre en politique en remportant l'élection municipal de 1964 en remportant face au maire sortant Ivan Buchanan,. Il demeure en poste jusqu'en 1967.
Élu en 1967 dans la nouvelle circonscription provinciale de St. Catharines, il est réélu en 1971 et en 1975,. Durant ses mandats, il supporte à titre de député d'arrière-ban les gouvernements de John Robarts et Bill Davis.
Après s'être retiré de la vie politique en ne se représentant pas en 1977, et décède à l'Hôpital Hôtel-Dieu de St. Catharines en 1985.